# Schottwien

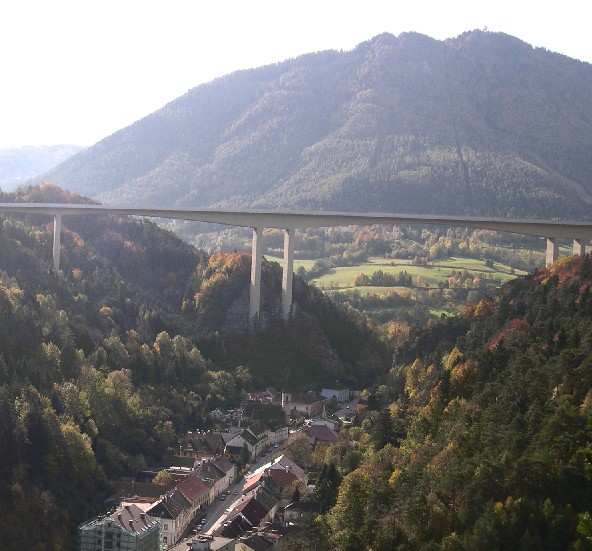
Schottwien, im Hintergrund der Sonnwendstein

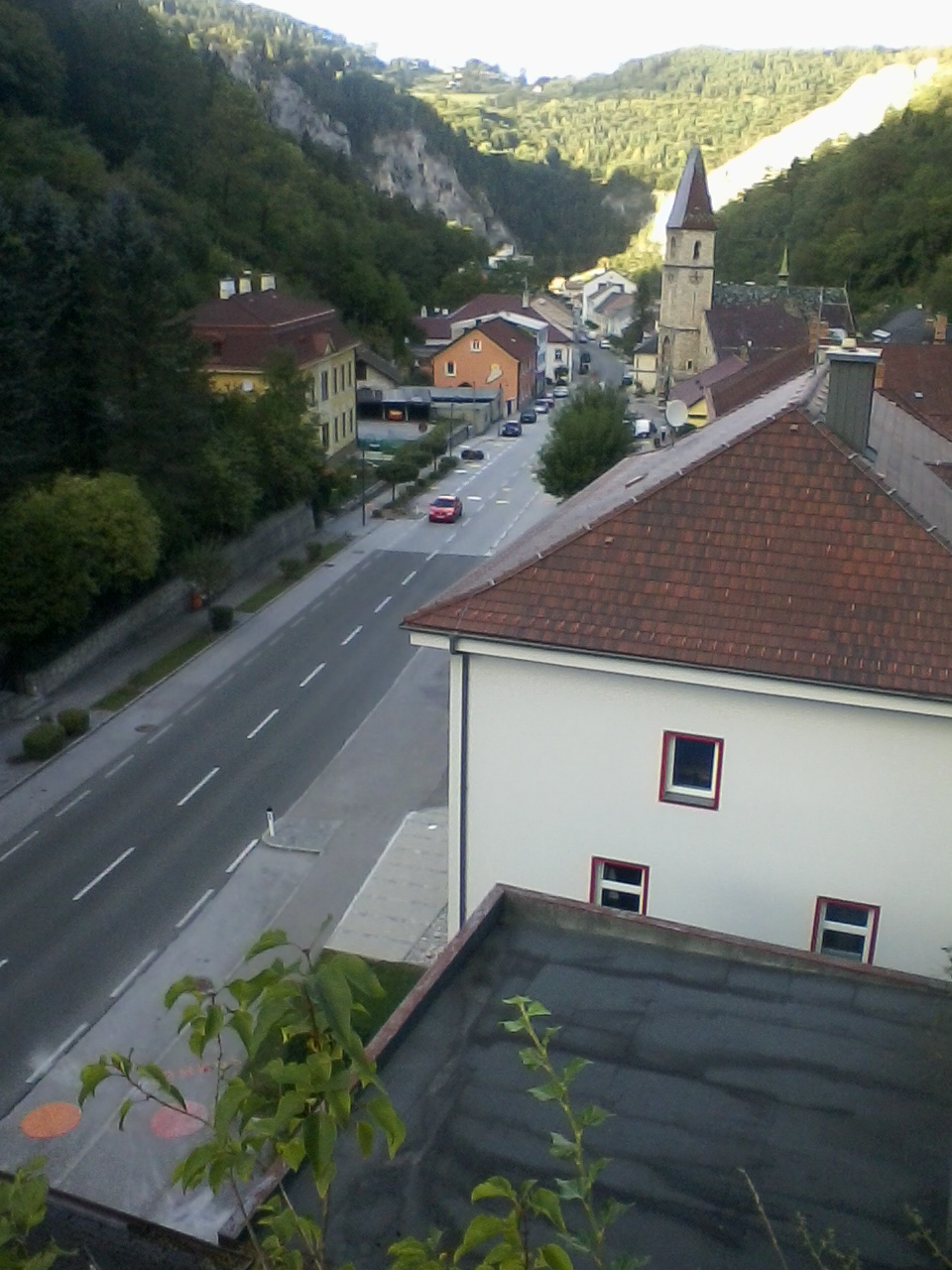
Der Markt Schottwien vom oberen Wehrturm aus gesehen, Blick aus West

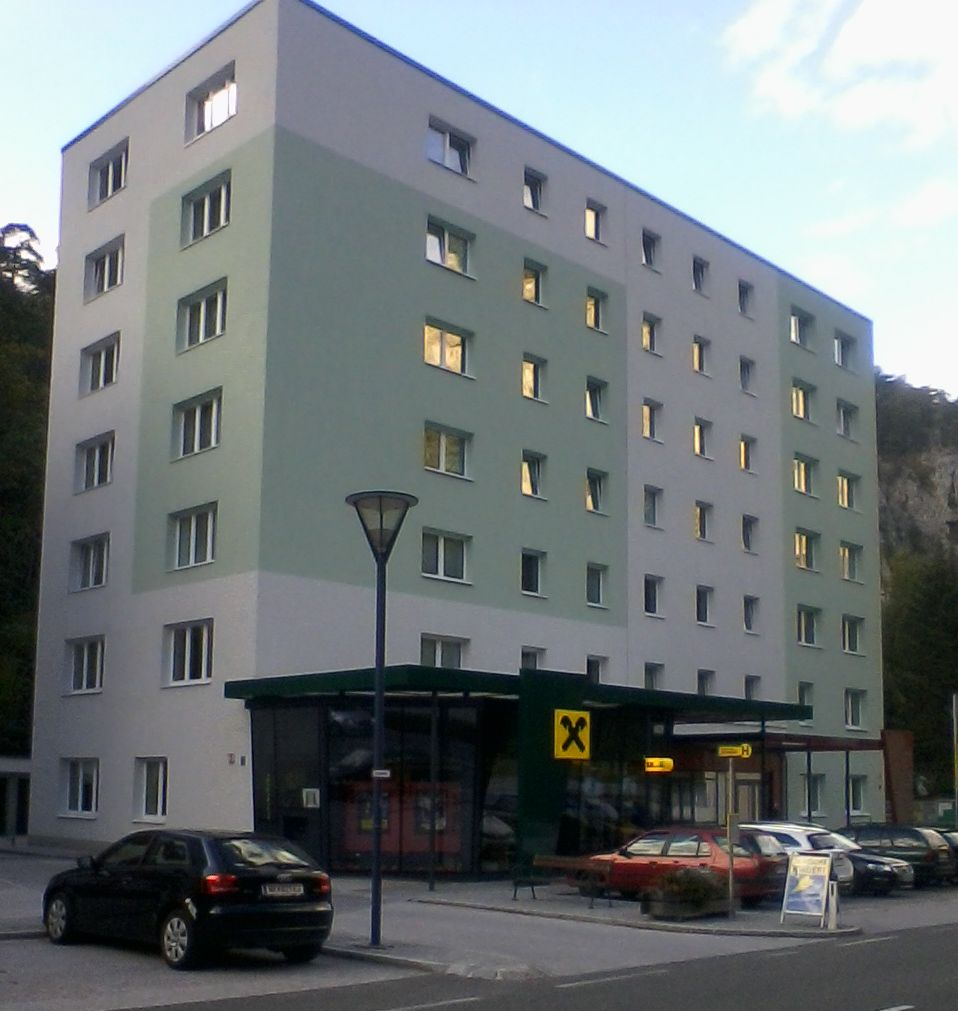
Wohnhaus und Gemeindezentrum

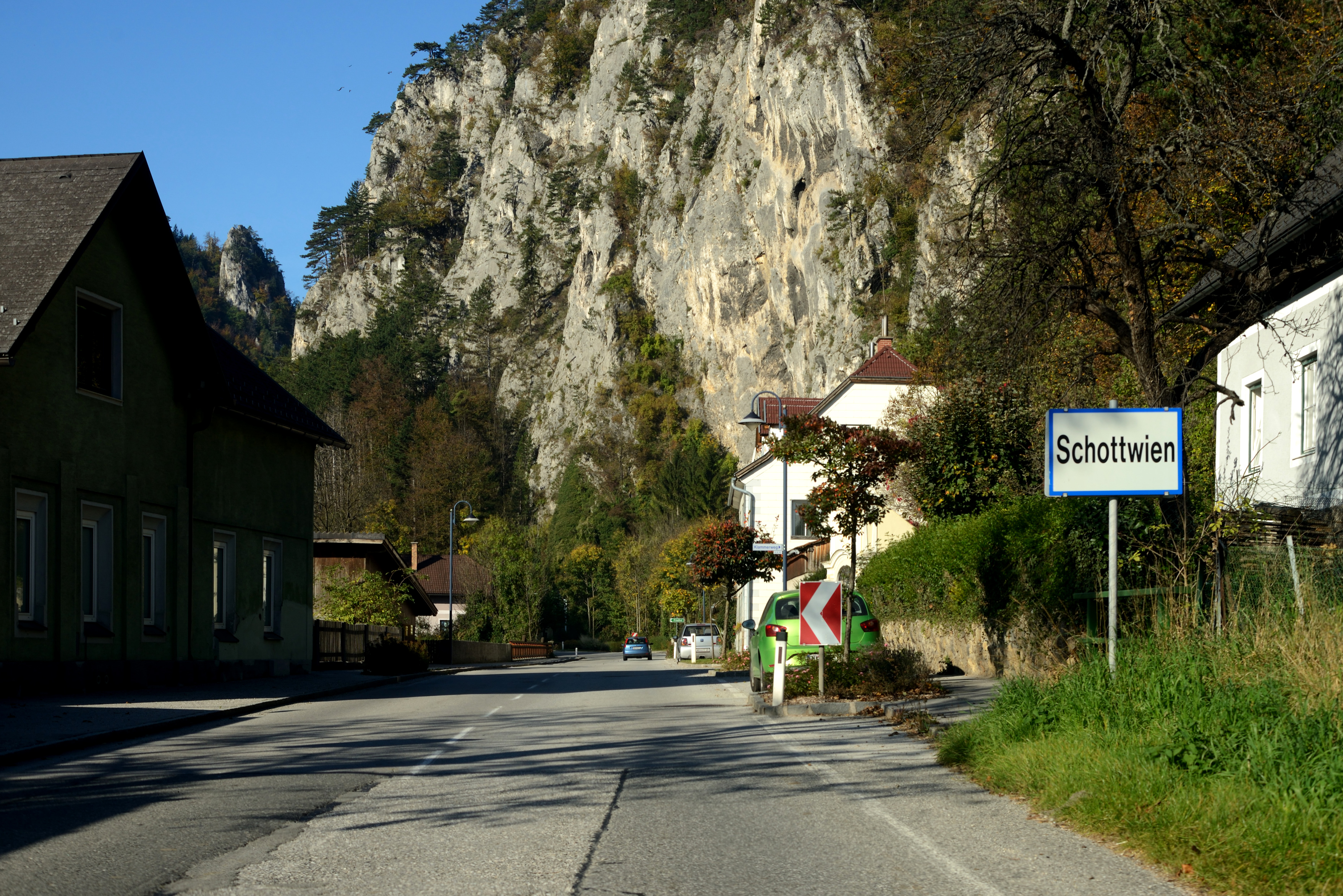
Südöstliche Ortseinfahrt

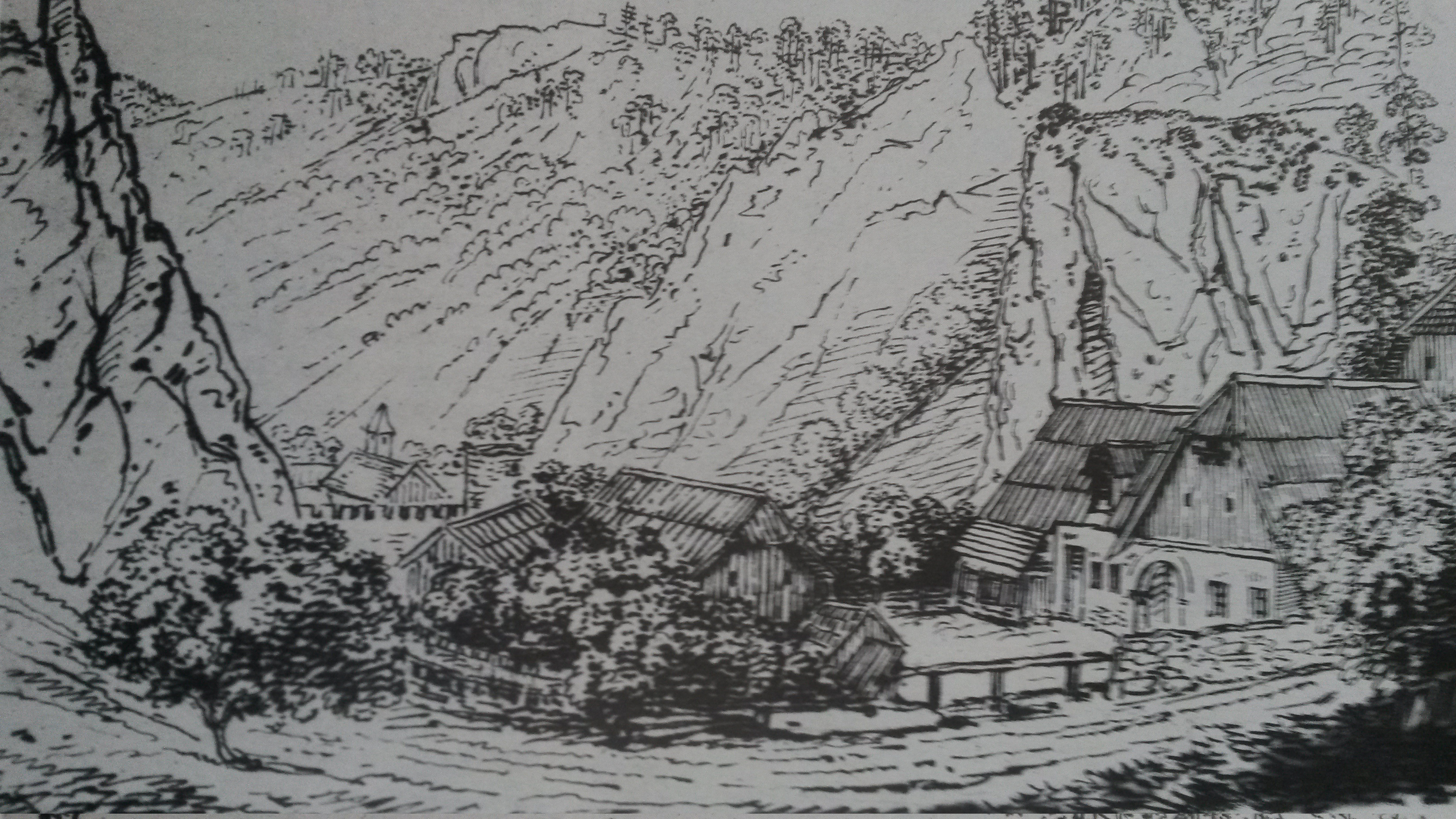
Kehre der Semmeringstraße bei Schottwien (1803)

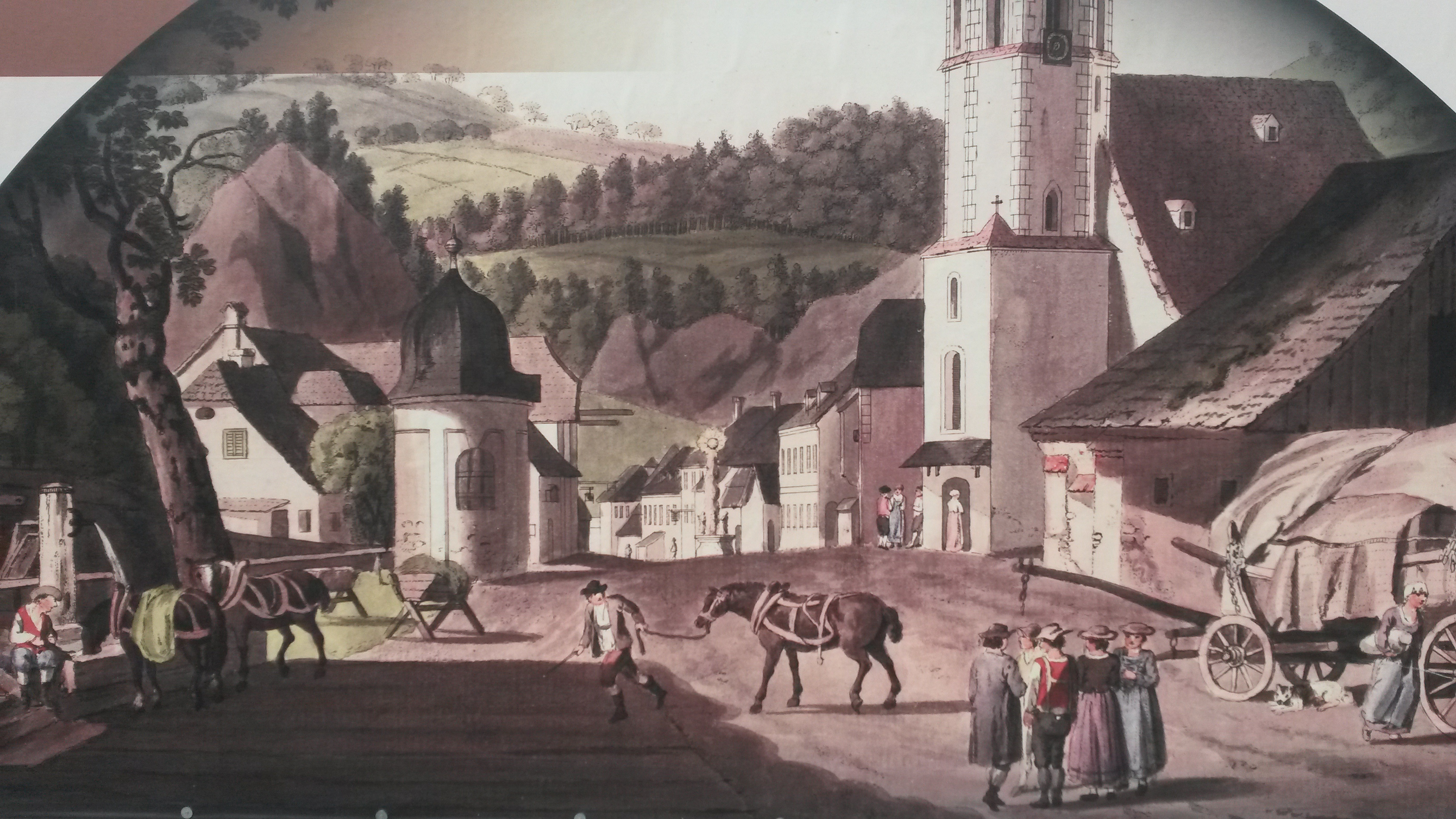
Straßenszene in Schottwien vom Anfang des 19. Jahrhunderts

Schottwien auf der Franzisco-Josephinische Landesaufnahme (3. Landesaufnahme), um 1873

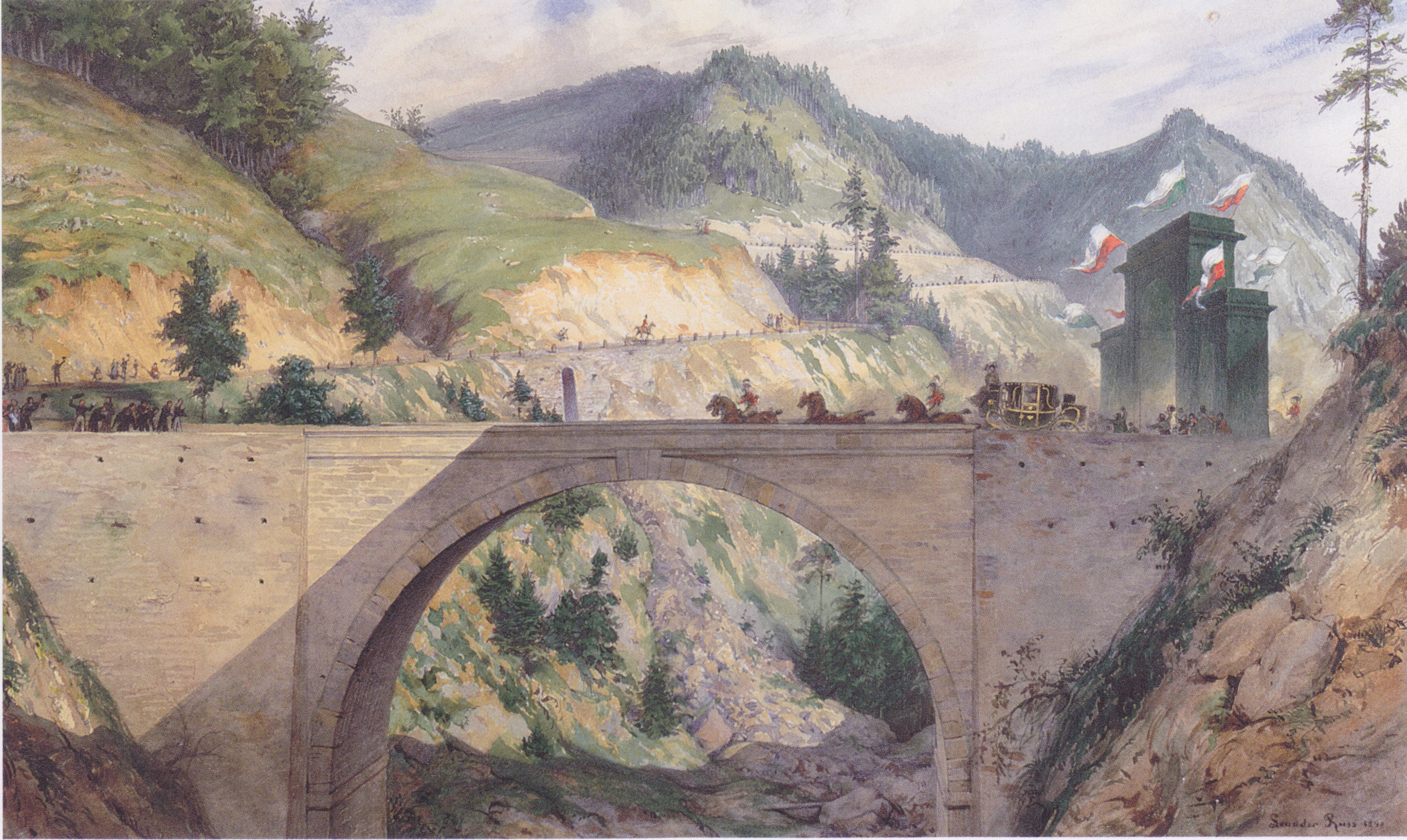
Historische Ansicht der Brücke über den Myrtengraben (1841)

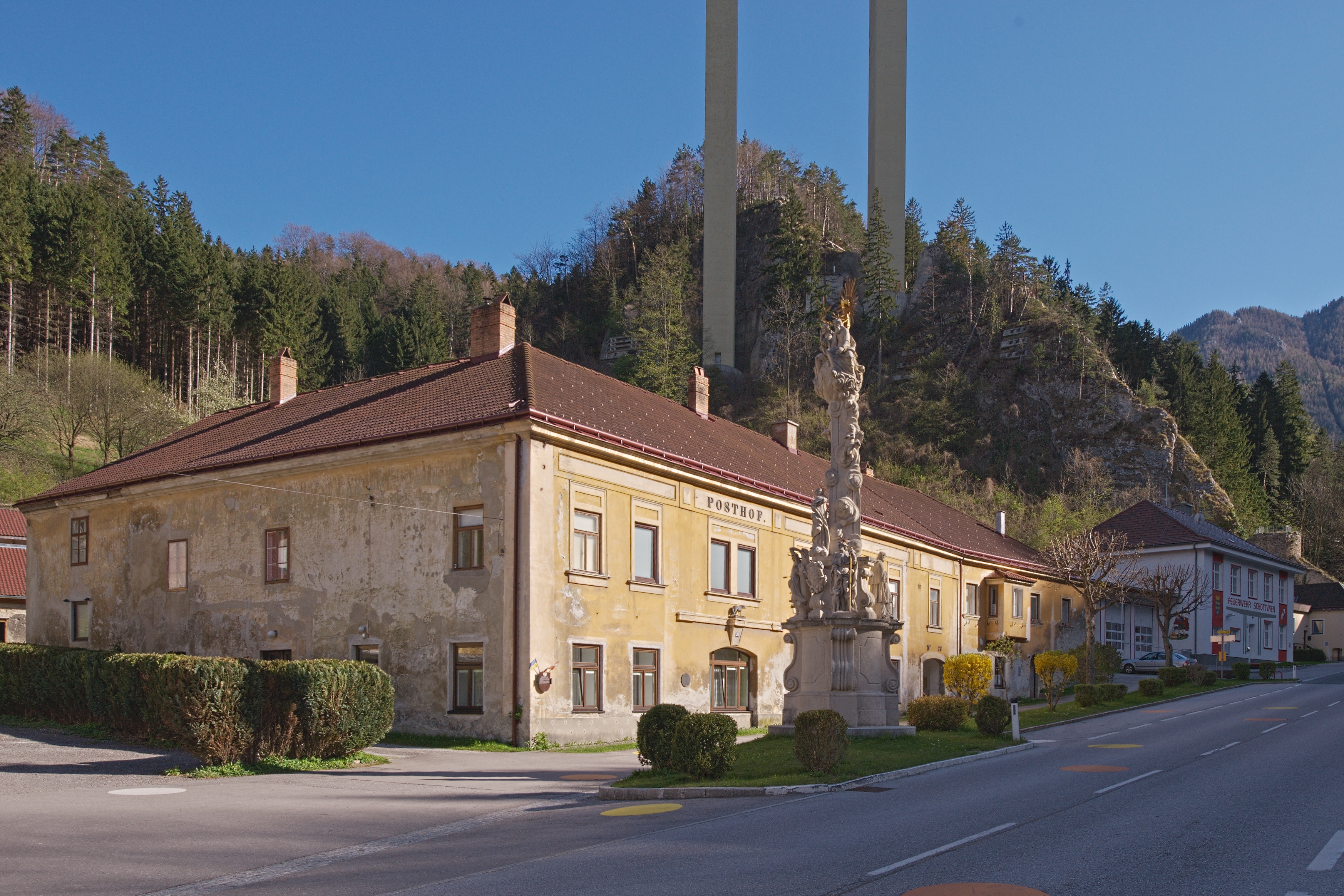
Der Posthof

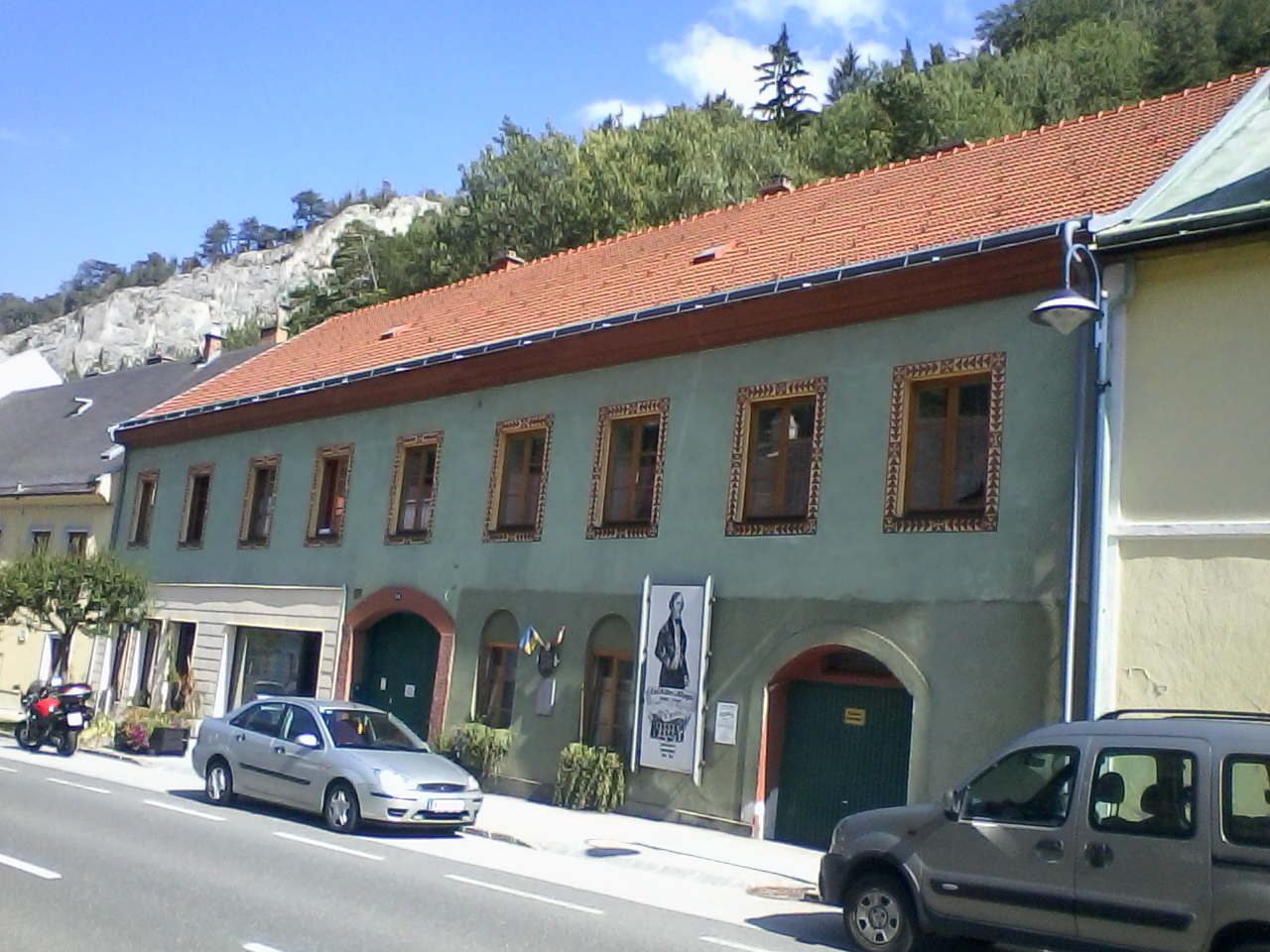
Das ehemalige Schildwirtshaus “Goldene Krone”

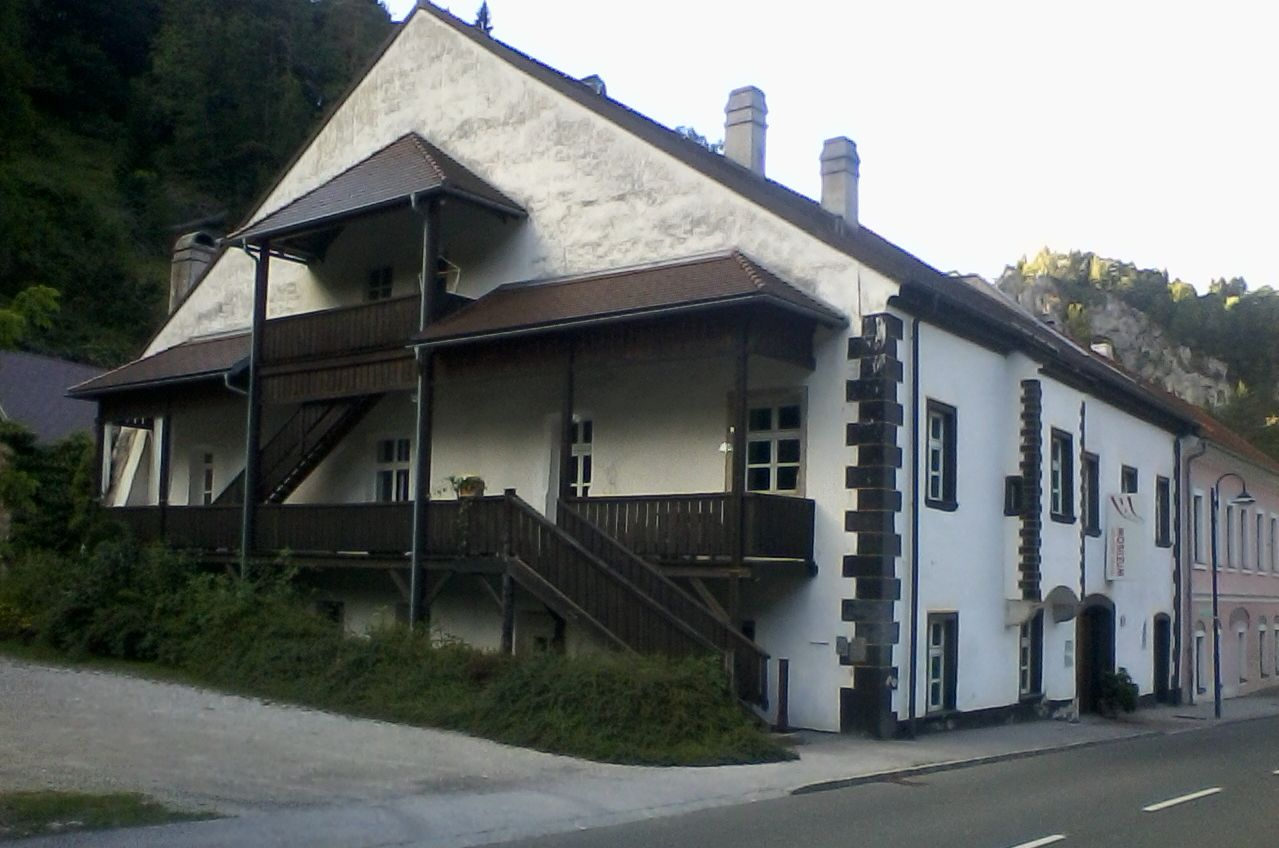
Das Doktorhaus

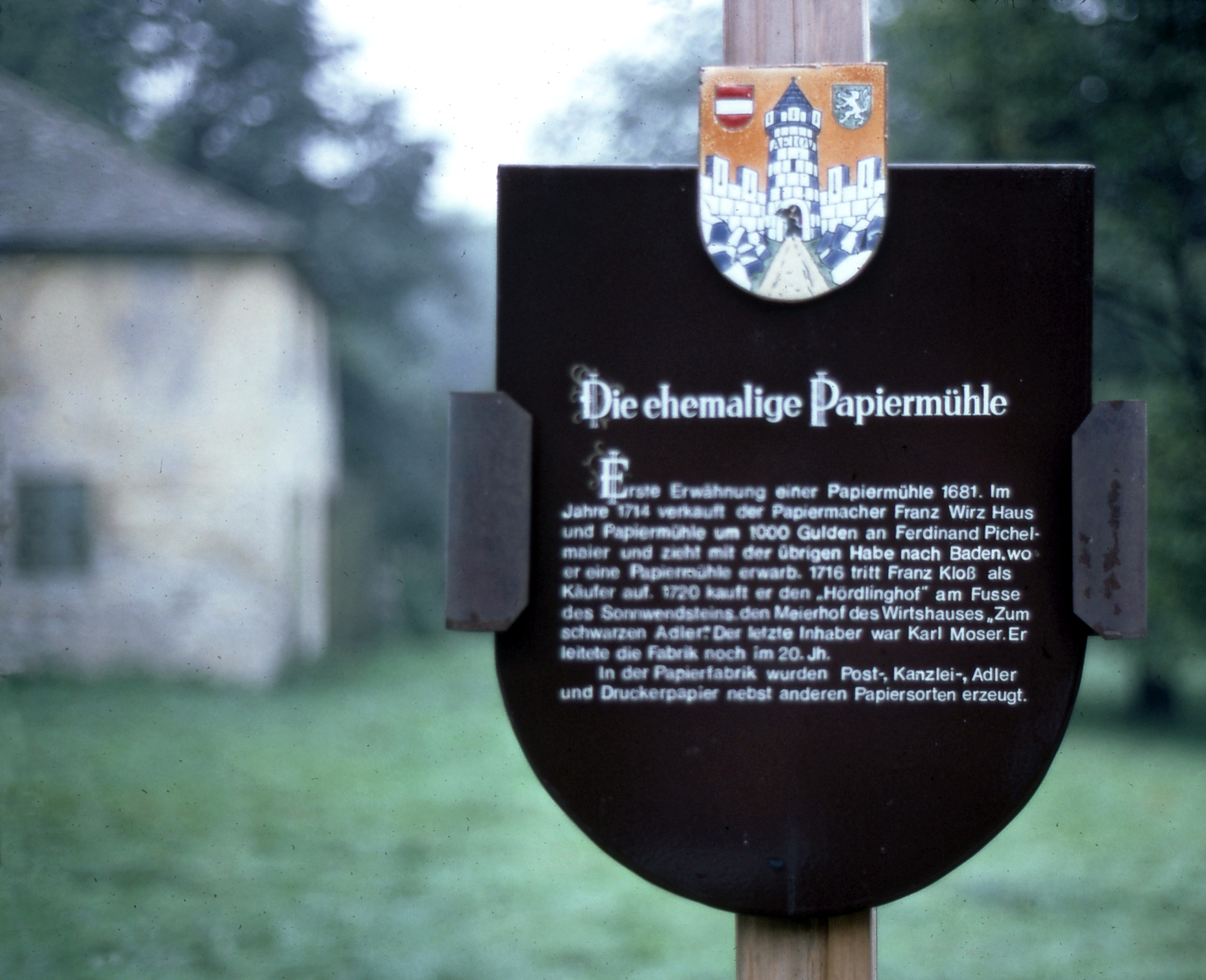
Ehem. Papierfabrik, Infotafel der Gemeinde; im Hintergrund die (später abgetragene) Papierstampf (Aufnahme von 1981)

Schottwien ist eine Marktgemeinde mit 669 Einwohnern (Stand 1. Jänner 2025) im Bezirk Neunkirchen im Bundesland Niederösterreich.

## Geografie
Schottwien liegt im Industrieviertel in Niederösterreich. Die Fläche der Marktgemeinde umfasst 12,52 km², rund 72 % davon sind mit Wald bedeckt. Der Semmering verbindet das Mürztal mit dem Wiener Becken. Seit dem 13. Jahrhundert markiert er die Grenze zwischen Niederösterreich und der Steiermark. Er bildet auch die Wasserscheide zwischen dem Wiener Neustädter Becken im Osten und Mürz- sowie dem Fröschnitztal im Westen.

### Topografie
Schottwien liegt an der Grenze zwischen Zentral- und Kalkalpen und wird von den Kalkstöcken der Rax und des Schneebergs im Norden sowie den Gneis- und Glimmerschieferrücken des Stuhleck und dem Hochwechsel im Süden geprägt. Die Landschaft dazwischen gestaltet sich als eine Abfolge von steilen Kalkwänden, zerklüfteten Felsen, breiten Bergrücken und tief eingeschnittenen Tälern.

### Gemeindegliederung
Das Gemeindegebiet umfasst zwei Ortschaften (Einwohner Stand 1. Jänner 2025):
- Greis (0 Ew.)
- Schottwien (669 Ew.)

Die Gemeinde besteht aus der einzigen Katastralgemeinde Schottwien.

### Nachbargemeinden
| Breitenstein |                                             | Gloggnitz            |
| Semmering    | Kompassrose, die auf Nachbargemeinden zeigt | Raach am Hochgebirge |
|              | Spital (BM)                                 | Trattenbach          |

## Geschichte

### Römerzeit
Im Altertum war das Gebiet Teil der Provinz Noricum. Die Semmeringroute hatte als Verbindung Italiens mit den großen Städten und Kastellen am pannonischen Donaulimes (Carnuntum, Vindobona) schon seit der Antike einige Bedeutung. Ein keltischer Münzhort wurde im Jahre 1902 entdeckt. Er enthielt acht boische BIATEC-Silberdrachmen mit Doppelporträts sowie acht kleinere Silbermünzen vom Typ Simmering, wo ebenfalls ein großes Depot gleichartiger Prägungen aufgefunden wurde. Dieser Münzfund ist in einer Reihe anderer derartiger Funde zu sehen (Mallnitzer Tauern, Gerlitzen, Moggio Udinese), die die Südwanderung boischer Stämme belegen.

### 11. bis 12. Jahrhundert
Die Talenge des Weißenbachs vor dem in 984 m Seehöhe gelegenen Semmeringpass wurde um 1094 in den Schriftquellen als „Clamme“ bezeichnet und gehörte zur Herrschaft Klamm. Möglicherweise wurde der Ort auch von den Herren der Burg Klamm gegründet. Um 1160 ließ Markgraf Ottokar III. zur Erleichterung des Handels- und Reiseverkehrs einen Saumpfad über den Pass (damals als „Zerewalt“ bekannt) anlegen und an dessen südwestlichen Endpunkt ein Hospiz errichten, die Keimzelle des heutigen Spital am Semmering. Der Pfad auf den Semmering begann an der Pestsäule und führte am Greisbach entlang auf die Passhöhe. Er war seit dem Spätmittelalter eine stark frequentierte Verbindung über die Alpen und hatte große Bedeutung für den Italienhandel. Wegen seines starken Gefälles war er für Fuhrwerke nur mit einem zusätzlichen Vorspann aus Ochsen oder Pferden befahrbar. Spätestens ab diesen Zeitpunkt avancierte der Ort zu einer der wichtigsten Etappenstationen für Italienreisende.

### 13. bis 14. Jahrhundert
Nach Erlöschen des Geschlechts der Babenberger im Mannesstamm wurden die Voralpen 1250 vorübergehend von ungarischen Truppen König Belas IV. besetzt. 1254 wurde das Semmeringgebiet im Frieden von Ofen dem Herzogtum Österreich (Böhmenkönig Ottokar II.) zugeschlagen. 1266 wurde Schottwien in der Leobner Chronik das erste Mal urkundlich als „oppidum Shadwin“ (Festung an der Scheide/Grenze des Wiener Einflussgebietes) erwähnt. Im gleichen Jahr verheerten Unwetter die Kirche und alle umliegenden Weingärten, in weiterer Folge gingen daran 300 Menschen und fast der ganze Viehbestand zugrunde. Zwischen 1266 und 1267 erlangte der Ort das Marktrecht, gesichert ist die Abhaltung eines Marktes für das Jahr 1287. In der Folgezeit wurde er mit zwei Mauern, bewehrt mit Türmen befestigt. 1270 besetzen erneut die Ungarn unter König Stephan V. den Ort. 1273 zog der Hochzeitszug der Tochter König Rudolf I. von Habsburg, Clementina, die mit dem Herzog von Neapel vermählt werden sollte, über Schottwien nach Bruck an der Mur. 1292 marschierte sein Sohn und Nachfolger Albrecht I. mit einem Heer durch Schottwien, um das von steirischen Adeligen und ihren Verbündeten belagerte Bruck zu entsetzen. Um über den stark verschneiten Semmering zu kommen, musste die Saumstraße von 600 Bauern freigeschaufelt werden. Seit Ende des 13. Jahrhunderts war Schottwien landesfürstliche Mautstelle. Es ist überliefert, dass 1387 für den Transport eines vollen Weinfasses eine Abgabe von vier Wiener Pfennigen fällig war. Die Gelder wurden für die Ausbesserung der Klause verwendet. Die Einnahmen aus Mautgebühren und Vorspanndiensten für die Lastfuhrwerke, die den Pass überqueren wollten, brachten für die Schottwiener Bürger einen großen wirtschaftlichen Aufschwung mit sich.

### 15. bis 16. Jahrhundert
Ab 1459 durfte der Ort sein eigenes Wappen führen und erhielt das Privileg der Mautfreiheit verliehen. Als der ungarische König Matthias Corvinus im 15. Jahrhundert große Teile Niederösterreichs besetzte, war auch das vom damaligen Pfleger Hans Aichelperger verteidigte Klamm bald hart umkämpft, es konnte von den Ungarn erst nach einer längeren Belagerung im Jahr 1487 gestürmt werden. Um die dauerhafte Kontrolle über die Semmeringstraße sicherzustellen, setzte Kaiser Friedrich III. für den Erhalt und der Verteidigung der Burg Klamm nur mehr von ihm persönlich ernannte Pfleger ein. 1511 wurde die St. Veit-Kirche durch einen Brand schwer beschädigt. 1518 übernahm Siegmund von Herberstein die Herrschaft Klamm als Pfandbesitz. Er war aber in erster Linie an den Einnahmen der Straßenmaut interessiert. Die Burg wurde deshalb nicht mehr ausreichend in Stand gehalten, sodass sie 1571 – bei der Rückgabe an den Landesfürsten – schon schwere Schäden an ihrer Bausubstanz aufwies. Auch die ihm nachfolgenden Pfleger wie auch die sich rasch abwechselnden Pfandherren kümmerten sich kaum um ihre Erhaltung. Unter ihnen war besonders Georg Bernhard Freiherr von Urschenbeck verhasst, da er fast ständig mit den Bürgern von Schottwien in Streitigkeiten verwickelt war. 1529 verwüsteten osmanische Streifscharen den Ort. Ob sie dabei auch die Burg ausplünderten, ist umstritten.

### 17. Jahrhundert
1609 berieten die drei Erzherzöge von Österreich, Matthias, Maximilian und Ferdinand im Gasthaus „Zum Goldenen Lamm“ (heute Posthof) über die weitere Vorgangsweise zur Absetzung ihres Bruders Rudolf II. 1642 übernahm Matthias Wägele von Walsegg die Herrschaft Klamm, die ihm von Kaiser Ferdinand III. als freies Eigen zugesprochen wurde. Er investierte nach 1663 u. a. wieder größere Summen in die Renovierung bzw. Erhaltung der Burg. 1679 wurde Schottwien von einer Pestepidemie heimgesucht, die unter den Bewohnern viele Opfer forderte. Nach Abklingen der Seuche gelobten die Bürger, zum Dank am Hohen Göstritz über dem als heilkräftig geltenden „Bründl“ eine Kapelle (Maria Schutz) zu errichten. Im Krieg von 1683 gegen das Osmanische Reich verschonten die Türken die Semmeringregion. Die Herren von Walsegg erwiesen sich als großzügige und umsichtige Grundherren. Sie errichteten in Schottwien ein Hospital und unterstützten den Bau der Kapelle in Maria Schutz. Mit der Neuerschließung von Gipslagern schufen sie für die Bauern eine neue Einkommensquelle. 1637 überquerte der Tross der Kaiserin Maria Anna, anlässlich einer Reise nach Graz, den Semmering. Laut einem Zirkular Kaiser Ferdinand III. hatte Schottwien hierfür 800 Paar Ochsen bereitzustellen.

### 18. Jahrhundert
1716 wurde als Dank für das Ende der Pest auf der Semmeringstraße die von Johann Franz Anton von Walsegg gestiftete Dreifaltigkeitssäule aufgestellt. Von 1721 bis 1722 erfolgte der Bau der Kapelle in Maria Schutz, sie wurde 1728 durch die Wallfahrtskirche ersetzt. Im gleichen Jahr ließ Kaiser Karl VI. die erste befestigte Fahrstraße (Carolusstraße) über den Semmering anlegen und schlug deswegen im Posthof für zehn Tage sein Quartier auf. Die neue Straße bescherte Schottwien noch einmal einen enormen wirtschaftlichen Aufschwung.

### 19. Jahrhundert
1805 wurde die Burg Klamm von der französischen Armee unter Marschall Marmont zerstört. Am 7. Oktober 1809 hielt sich Napoleon persönlich in Schottwien auf und nahm sein Quartier im Posthof. In diesem Zusammenhang wird auch über einen angeblichen Mordanschlag auf den Franzosenkaiser berichtet. Zwei Bergleute, der Hutmann Josef Lohneger, der als guter Schütze galt, und der Knappe Johann Pollerus hatten erfahren, dass Napoleon sich persönlich ein Bild über die Lage auf den Semmeringpass verschaffen wollte. Die beiden Männer suchten sich eine gute Schussposition im Unterholz am Erzkogel, nahe der Myrthenbrücke, um ihn beim Vorbeiritt zu töten. Napoleon ließ sein Gefolge aber schon beim heutigen „Bärenwirt“ absitzen und begutachtete den Passübergang von dort aus. Die beiden verhinderten Attentäter mussten daher wieder unverrichteter Dinge abziehen. Besonders die Requirierung von Pferdefutter hatte die hiesige Bevölkerung gegen die Franzosen aufgebracht. Diese Maßnahmen schadeten vor allem dem transportintensiven Bergbau und den umliegenden Eisenwerken. Die Abbaugebiete lagen weit auseinander und auch das Holz zur Verkohlung für den Hochofen in Aue musste mit Fuhrwerken herangeschafft werden. Die Betriebe gerieten dadurch in große wirtschaftliche Schwierigkeiten, was wiederum die Existenz der Bergleute und ihrer Familien bedrohte.
Im September 1826 brach um Mitternacht in einer an die Sakristei angebauten Holzschupfe ein Feuer aus, das die Wallfahrtskirche Maria Schutz und den Pfarrhof schwer beschädigte. Wegen Wassermangels und zu wenigen Hilfskräften vor Ort konnte der Brand nicht rasch und effektiv bekämpft werden. Als benachbarte Bauern und die Bürger von Schottwien am Brandort eintrafen, stand bereits das ganze Gebäude in Flammen. Die beiden Turmhelme wurden vollkommen zerstört. Da es gelang, die Schottwiener Feuerspritze durch das Haupttor in die Kirche hineinzubringen, konnten jedoch große Teile des Gebäudes gerettet werden. 1830 wurde die Burg Klamm teilweise wiederhergestellt.
Der Weißenbach war im oberen Ortsbereich ursprünglich nur mit Holzpfosten abgedeckt, damals die längste Brücke Österreichs. Während der Überschwemmungskatastrophe von 1833 lösten sie sich und stauten sich an der Dreifaltigkeitssäule, wodurch das Hochwasser großen Schaden an den umliegenden Häusern verursachte. Die Säule selbst blieb unversehrt. Durch den Anprall der von den Fluten mitgerissenen Pfosten stürzte auch ein Teil der unteren Ortsbefestigung ein.
Die Blütezeit des Ortes endete am 17. August 1841, als die Serpentinenstraße, deren Trasse heute noch teilweise als B 306 besteht, in großen Kehren ausgebaut wurde. Nach einer Bauzeit von drei Jahren wurde sie durch Kaiser Ferdinand I. ihrer Bestimmung übergeben. Der leitende Ingenieur Felix Tallschini setzte an der Baustelle insgesamt 2500 Arbeiter ein. Wegen ihrer viel geringeren Steigung wurde nur noch selten ein Vorspann für die Fuhrwerke benötigt. Von 1841 bis 1842 wurde der Weißenbach im Bereich des oberen Marktes in einen Kanal gefasst, um so die Hochwassergefahr zu verringern und mehr Nutzfläche zu schaffen.
In der Nacht vom 17. auf den 18. Oktober 1846 geriet das Haus des Josef Ehrenhöfer, Gasthaus Buschenwirt (heute Haselbacher), in Brand. Da in der Katastrophennacht noch dazu ein starker Wind wehte, breitete sich das Feuer rasend schnell auf die umliegenden Gebäude aus. Die Brände konnten lange nicht unter Kontrolle gebracht werden, da zu dieser Zeit schon die gesamte „Fechsung“ (Ernte) eingebracht war und überall in den Häusern und Scheunen große Mengen an Stroh und Heu eingelagert waren. Zum Löschen eilten auch zahlreiche Bürger aus Gloggnitz und Neunkirchen zur Hilfe. Insgesamt fielen dem Feuer 32 Gebäude zum Opfer, darunter auch die Pfarrkirche, der Pfarrhof und das Herrschaftsgebäude. Die Brandursache konnte nicht genau ermittelt werden. Man vermutete, dass es durch
„… liederliche und nachlässige Dienstboten, welche der Hausbesitzer (Ehrenhöfer) in seinen Diensten hatte, veranlasst wurde, wodurch so viele Mitbürger und Inwohner in das Unglück gekommen sind“.
Der Gesamtschaden belief sich auf über 172.000 Gulden. Die Bürger wurden aber beim Wiederaufbau finanziell großzügig von Fürst Johann Josef von Liechtenstein unterstützt. Die meisten der zerstörten Häuser wurden wieder auf ihren alten Grundmauern errichtet. Das heutige Ortsbild ist weitgehend das Ergebnis der damaligen Wiederaufbaumaßnahmen.
Von 1848 an leitete Carl Ritter von Ghega von Schottwien aus den Bau der Eisenbahnlinie über den Semmering. Nach ihrer Inbetriebnahme, 1854, verlor Schottwien endgültig seine zentralörtliche Funktion als Verkehrsknotenpunkt am Beginn bzw. Ende der Passstraße. 1889 existierten neben einer „Koststation“ aber immer noch 15 Gasthäuser, die insgesamt 200 Pferde in ihren Stallungen hatten.
Im Ortsteil Maria Schutz wurde die Bühnen- und Filmschauspielerin Adrienne Gessner (1896–1987) geboren.

### 20. bis 21. Jahrhundert
Von 1898 bis 1933 war Schottwien Ausgangspunkt für die Automobilrennen auf der zehn Kilometer langen Semmeringstrecke, die oft bis zu 60.000 Zuschauer anlockten. Vom April bis Mai 1945 war das Umland der Schauplatz heftiger Kämpfe zwischen der späteren deutschen 9. Gebirgs-Division (Ost) und der Roten Armee, welche über den Semmering-Pass in die Steiermark vorzudringen versuchte. Dabei wurden im Gemeindegebiet 18 Häuser ganz oder teilweise zerstört.
Von 1956 bis 1958 wurde die Semmeringstraße B 306 ein drittes Mal neu trassiert und so dem stetig anwachsenden Autoverkehr angepasst. Von 1962 bis 1963 wurde im Ortszentrum ein sechsstöckiges Hochhaus errichtet, in dem u. a. auch der Gendarmerieposten, das Postamt und die Filiale der Raiffeisenkasse untergebracht wurden. Der Weißenbach zwischen der „Hirsch-Kurve“ und dem Hochhaus wurde 1965 kanalisiert.
Zwischen 1986 und 1989 wurde der Bau der Semmering Schnellstraße S 6 von Gloggnitz bis Greis mit einer 130 m hohen und 220 m langen Spannbetonbrücke über Schottwien in Angriff genommen. 2004 erfolgte schließlich die Errichtung des Anschlussstücks an den Schnellstraßentunnel durch den Sonnwendstein. Seitdem liegt der Markt weit abseits des Transitverkehrs über den Semmering.

### Bevölkerungsentwicklung
| Schottwien: Einwohnerzahlen von 1869 bis 2025       | Schottwien: Einwohnerzahlen von 1869 bis 2025 | Schottwien: Einwohnerzahlen von 1869 bis 2025 | Schottwien: Einwohnerzahlen von 1869 bis 2025 | Schottwien: Einwohnerzahlen von 1869 bis 2025 |
| --------------------------------------------------- | --------------------------------------------- | --------------------------------------------- | --------------------------------------------- | --------------------------------------------- |
| Jahr                                                |                                               |                                               |                                               | Einwohner                                     |
| 1869                                                | 1869                                          |                                               | 838                                           | 838                                           |
| 1880                                                | 1880                                          |                                               | 935                                           | 935                                           |
| 1890                                                | 1890                                          |                                               | 1.104                                         | 1.104                                         |
| 1900                                                | 1900                                          |                                               | 1.166                                         | 1.166                                         |
| 1910                                                | 1910                                          |                                               | 1.158                                         | 1.158                                         |
| 1923                                                | 1923                                          |                                               | 1.127                                         | 1.127                                         |
| 1934                                                | 1934                                          |                                               | 1.137                                         | 1.137                                         |
| 1939                                                | 1939                                          |                                               | 1.009                                         | 1.009                                         |
| 1951                                                | 1951                                          |                                               | 921                                           | 921                                           |
| 1961                                                | 1961                                          |                                               | 860                                           | 860                                           |
| 1971                                                | 1971                                          |                                               | 895                                           | 895                                           |
| 1981                                                | 1981                                          |                                               | 744                                           | 744                                           |
| 1991                                                | 1991                                          |                                               | 685                                           | 685                                           |
| 2001                                                | 2001                                          |                                               | 714                                           | 714                                           |
| 2011                                                | 2011                                          |                                               | 710                                           | 710                                           |
| 2021                                                | 2021                                          |                                               | 651                                           | 651                                           |
| 2025                                                | 2025                                          |                                               | 669                                           | 669                                           |
| Quelle(n): Statistik Austria, Gebietsstand 1.1.2021 |                                               |                                               |                                               |                                               |

### Religion
Nach den Daten der Volkszählung 2001 waren 82,2 % der Einwohner römisch-katholisch, 2,2 % evangelisch, 5,6 % Muslime, 1,0 % gehörten orthodoxen Kirchen an, 6,6 % der Bevölkerung hatten kein religiöses Bekenntnis.

## Kultur und Sehenswürdigkeiten

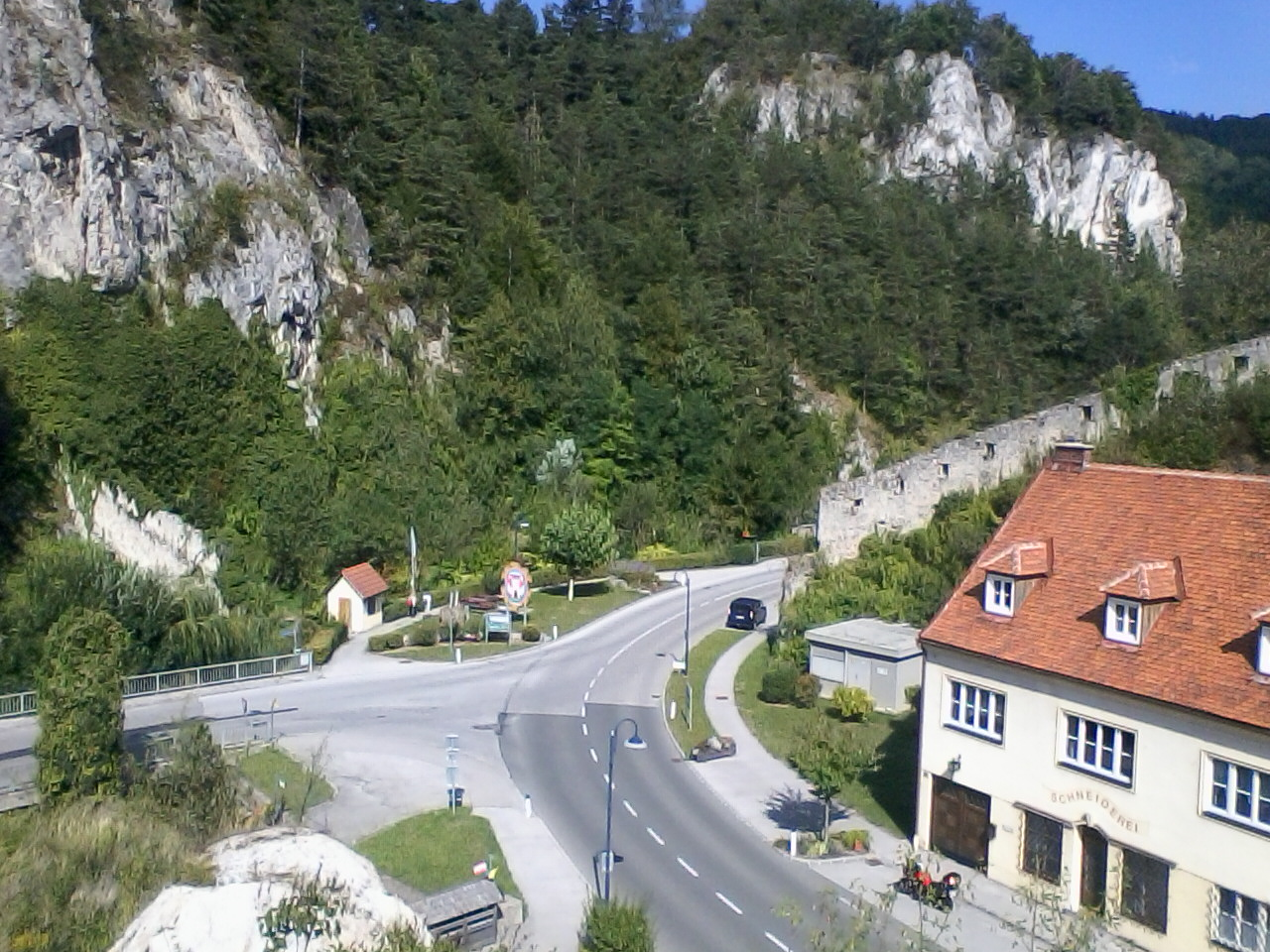
Marktbefestigung Schottwien

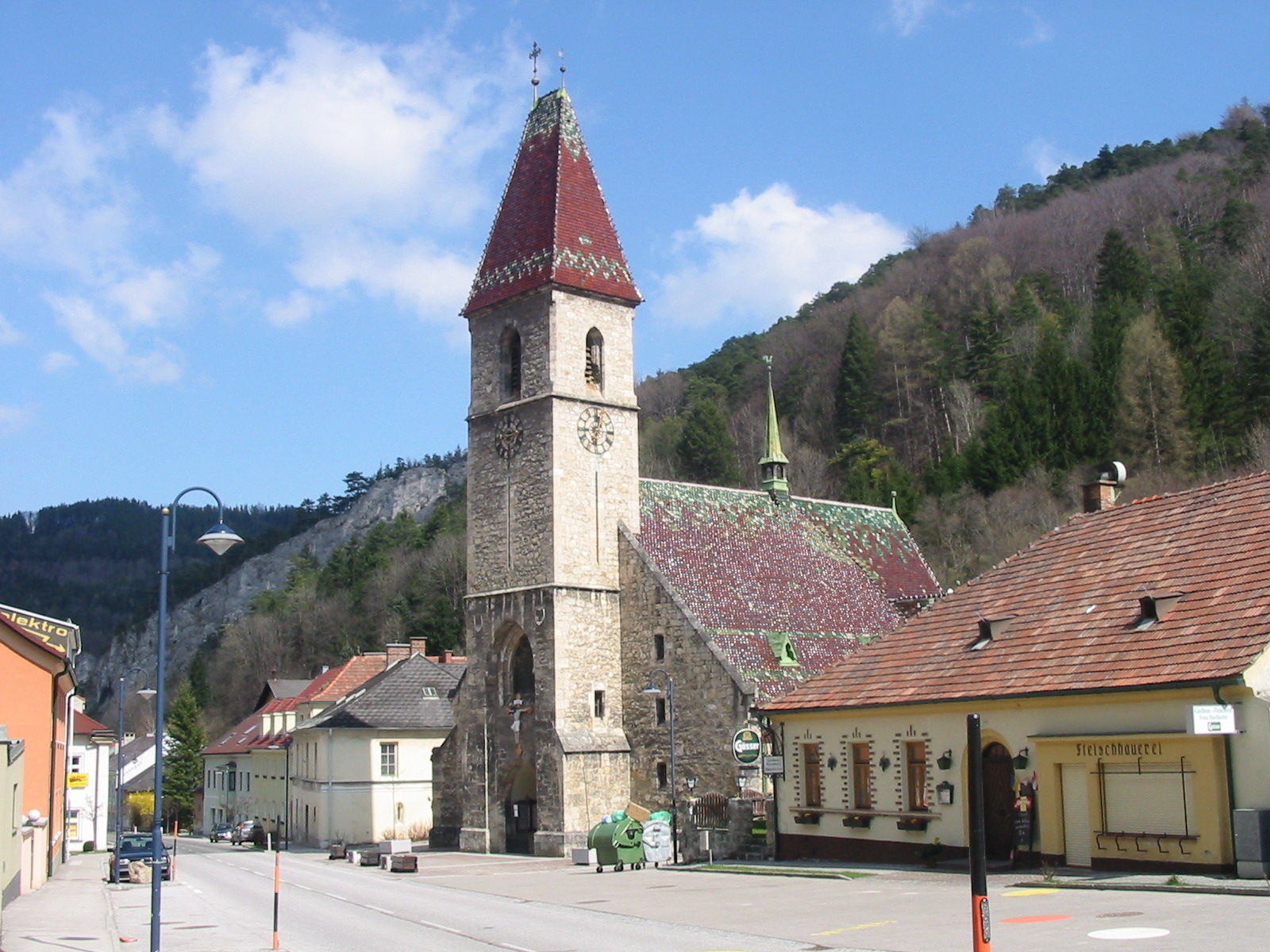
Filialkirche Schottwien hl. Veit

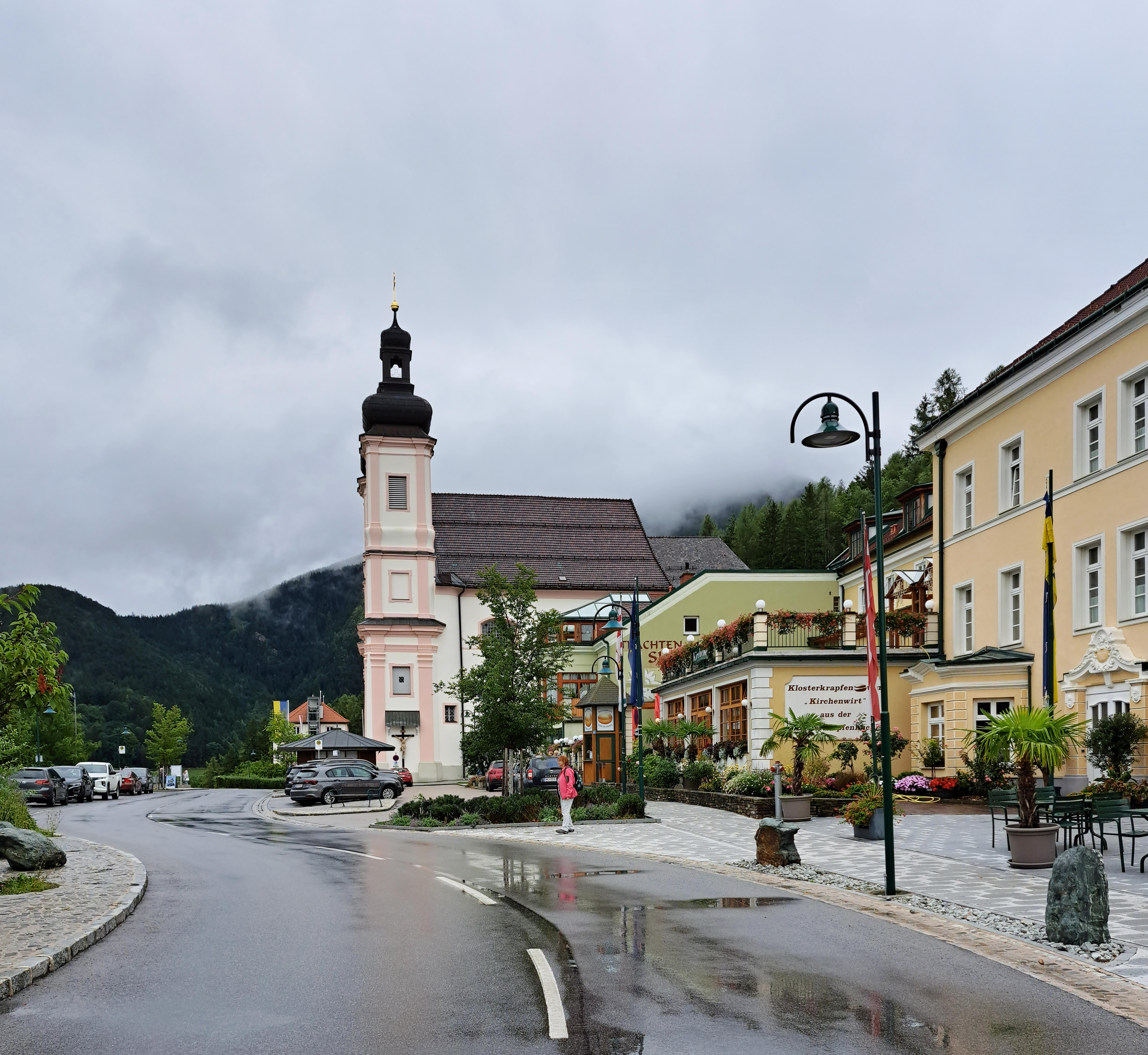
Wallfahrtskirche Maria Schutz

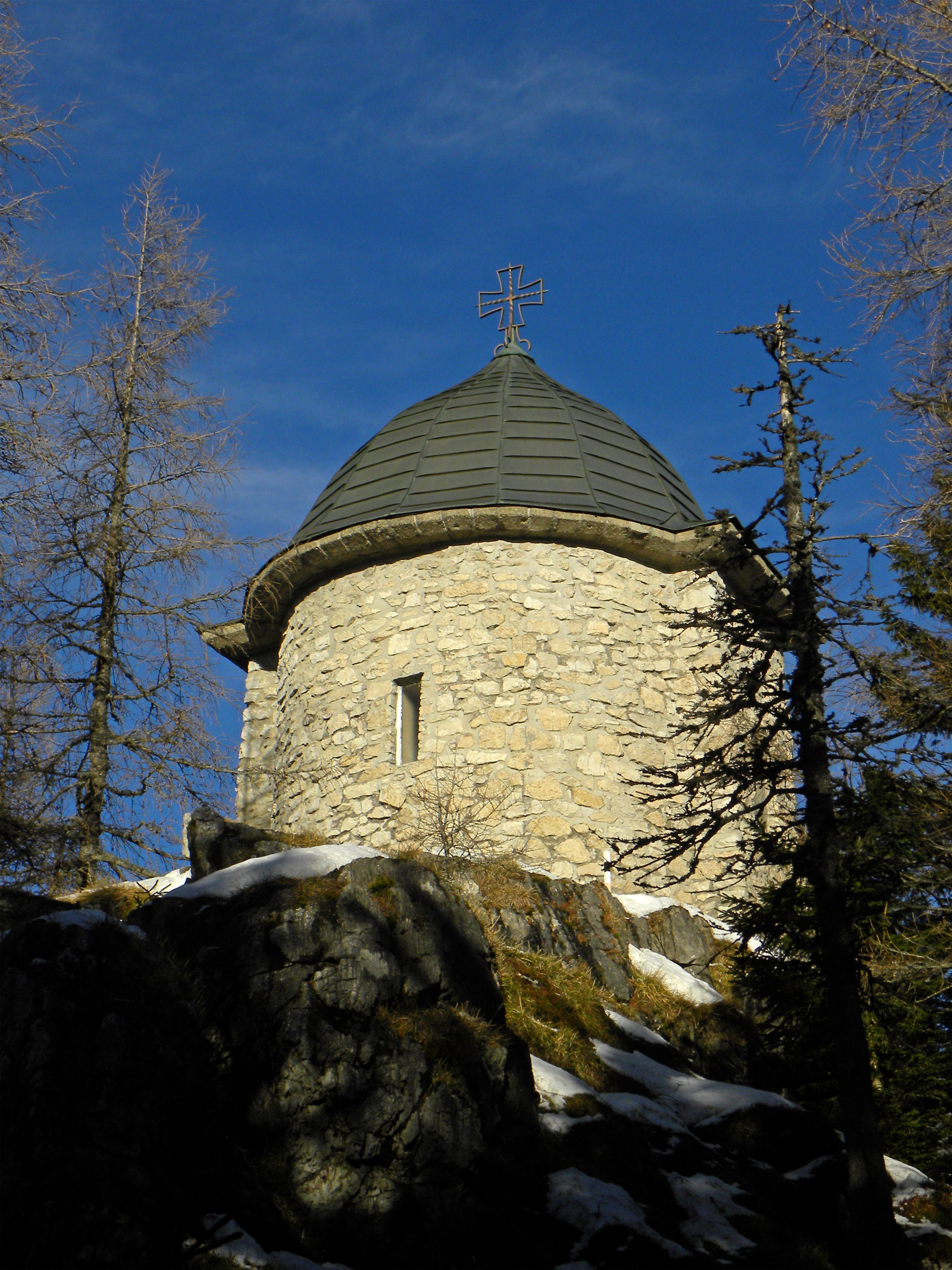
Josefskapelle Sonnwendstein

- Marktbefestigung Schottwien: 1254 wurde dem böhmischen König Ottokar II. Přemysl im Frieden von Ofen das Herzogtum Österreich und die Mark Pitten zugesprochen. Zum Schutz gegen das Herzogtum Steiermark ließ Ottokar auch Schottwien befestigen. Im 13. Jahrhundert wurde mit dem Bau der ersten Befestigungsanlagen begonnen. Unter Nutzung der topografischen Gegebenheiten bildete die – urkundlich erstmals 1349 erwähnte – Marktbefestigung zwei Talsperren ober- und unterhalb des Ortes, deren heute noch erhaltene Mauerreste größtenteils aus dem 16. Jahrhundert stammen.
- Katholische Filialkirche Schottwien hl. Veit: Die Filialkirche (bis 2023 Pfarrkirche) von Schottwien ist dem heiligen Veit (Vitus) geweiht, einem der Vierzehn Nothelfer. Die ursprüngliche an diesem Platz stehende Holzkirche wurde beim Hochwasser von 1266 zerstört und im 14. Jahrhundert durch einen Steinbau ersetzt. Altarraum und nördliches Seitenschiff entstanden zwischen dem 14. und 15. Jahrhundert zurück, damals noch Bestandteil eines Karners und der Michaelskapelle. Auch der Chor stammt aus dem 14. Jahrhundert. Das Gotteshaus wurde im 15. und frühen 16. Jahrhundert im spätgotischen Stil umgebaut. 1846 brannte die Kirche ab und wurde 1849 wiederaufgebaut.

Ihr heutiges Aussehen geht auf die Generalsanierung zwischen 1889 und 1892 zurück. 1890 wurde der Turm abgerissen und völlig neu als vorgestellter neugotischer Turm errichtet. Die glasierten Dachziegel stammen aus Unter-Themenau (Poštorná). Der Umbau wurde vom Fürst Johann II. von Liechtenstein, damals der Patronatsherr der Kirche, finanziert. Unter dem Hochaltar befindet sich die Gruft der Reichsgrafen von Walsegg, die zwischen 1720 und 1827 als Begräbnisstätte in Verwendung stand. Als letzter Angehöriger des Geschlechtes wurde Franz von Walsegg-Stuppach († 1827) hier beigesetzt. Im Hauptchor rechts, über dem Eingang zur Sakristei, befindet sich das figürliche Grabmal des Joseph Leopold Julius Reichsgrafen von Walsegg († 1742), dem einstigen Patronatsherrn von Schottwien und Stifter der Wallfahrtskirche Maria Schutz. Sein Grabmal ziert ein schön gearbeitetes Relief des Walsegg'schen Wappens aus Marmor, sein Sarg befindet sich ebenfalls in der Familiengruft unter dem Hochaltar. Bis 1791 war der Friedhof von Schottwien noch rund um die Kirche angelegt (einige Grabsteine sind noch an der Kirchenmauer zu sehen) und wurde danach aus Platzgründen außerhalb des Ortes verlegt. Die Kirche war bis 1783 eine Filialkirche der Pfarre Klamm, von 1784 bis 2023 war St. Vitus eine eigenständige Pfarre, seit 1. Mai 2023 ist sie Filiale von Gloggnitz.
- Wallfahrtskirche Maria Schutz: Der Wallfahrtskirche ist seit 1925 ein Kloster der Passionisten angeschlossen. 1642 gelangten die Wallsegger in den Besitz der Herrschaft Klamm. Sie waren es auch, die im 18. Jahrhundert die heute noch bestehende Wallfahrtskirche erbauen ließen. Vorher befand sich hier nur eine als heilkräftig verehrte Quelle mit einer Bildsäule der Muttergottes, das sogenannte Marienbründl. Die Quelle wurde später in einem Brunnen gefasst und befindet sich hinter dem Hochaltar. Als Dank für das Ende einer Pestepidemie im Jahre 1679 errichteten die Schottwiener Bürger zwischen 1721 und 1722 dort eine Kapelle. Ab 1728 wurde im Auftrag des Grafen Josef Leopold von Wallsegg die heute noch bestehende Wallfahrtskirche errichtet. Sie wurde 1738 eingeweiht. Am 20. Juli 1783 wurde durch Verfügung Kaiser Josephs II. Maria Schutz zur Pfarre erhoben. 1826 zerstörte ein Feuer die Dachstühle der barocken Zwiebelhelme. Sie wurden durch provisorische Pyramidendächer ersetzt. 1925 wurde die Kirche dem Passionistenorden übergeben. Ab 1934 gehört Maria Schutz zur Pfarre Semmering. Im Zuge der Restaurierung in den Jahren 1970 bis 1974 (innen) und 1995 (außen) wurden die Turmzwiebelhelme rekonstruiert.

- Josefskapelle Sonnwendstein auf dem Gipfel des Sonnwendstein

- Posthof: Der Posthof ging aus ursprünglich zwei selbständigen Wirtshäusern hervor: Aus dem Schildwirtshaus „Zum Goldenen Lamm“, dessen Besitzer schon seit 1524 die Schankberechtigung innehatten, und dem seit dem 16. Jahrhundert bekannten Gasthaus „Zur Post“. In seinem Erkerzimmer nächtigten viele historisch bedeutende Persönlichkeiten wie z. B. Maria Theresia, Papst Pius VI. und Napoleon Bonaparte. 1822 wurden die beiden Gebäude zum Posthof vereinigt und nach der Brandkatastrophe von 1846 mit einem einheitlichen Dach gedeckt. Die am Gebäude befindliche Laterne stammt noch aus dem 19. Jahrhundert. Das Gasthaus wurde 1910 geschlossen. Bis 1964 war hier auch das Post- und Telegraphenamt untergebracht. Heute dient der Posthof als Wohnhaus.

- Wirtshaus Goldene Krone: Heute Haus Nr. 14. Das Schildwirtshaus war drei Jahrhunderte lang das führende Gasthaus in Schottwien. Aus dem Jahr 1616 ist ein Michael Höß als Wirt bekannt. Einer seiner Inhaber, Leopold Angerer, galt zu seiner Zeit als der wohlhabendste Bürger im Ort. In seinen Stallungen standen zeitweise bis zu 30 Vorspannpferde. Er stiftete die Friedhofserweiterung und die Friedhofskapelle. Von 1848 bis 1854 beherbergte die Goldene Krone das Baubüro von Carl Ritter von Ghega, der von hier aus die Arbeiten an der Semmeringbahn leitete.

- Doktorhaus: Hier praktizierten bis etwa 1960 die Gemeindeärzte, seit 2011 auch wieder ein Facharzt. Im Hinterhof befand sich früher ein Stallgebäude für die Vorspannpferde – nicht nur Gasthäuser stellten diese zur Verfügung. Hier waren ursprünglich Werkstätten untergebracht (Tischler, Fassbinder, Weber usw.). Im Haus ist noch ein Holzbalken aus dem Jahr 1564 zu sehen. Nach einer Nutzung als Verkehrsmuseum Mobileum, Bierbrauerei und Einrichtungshaus dient es heute als Wohnhaus.

## Wirtschaft und Infrastruktur
Vom Mittelalter bis Mitte des 19. Jahrhunderts gründete sich die Wirtschaft des Ortes hauptsächlich auf die Vorspanndienste, den Warentransport und die Verköstigung der Reisenden in seinen zahlreichen Gasthöfen. Um den steilen Semmeringpass überqueren zu können, waren manchmal bis zu acht Pferde notwendig. Angehörige des Geld- oder Hochadels, die oft durch Schottwien zogen, nächtigten vorzugsweise im „Goldenen Lamm“ oder in den anderen Schildwirtshäusern „Schwarzer Adler“ und „Goldene Krone“. Nebengewerbe wie Schmiede, Wagner und Sattler blühten ebenfalls auf. 1798 wird von 15 Gasthöfen und Herbergen im Gemeindegebiet berichtet. In der weichen Schieferzone gibt es zahlreiche Magnesit-, Eisenerz- und (besonders bei Schottwien) Gipsvorkommen. Auch der Weinanbau spielte im Mittelalter eine gewisse Rolle. Heute befindet sich hier die Brauerei Brettner.
Vor 1675 ist in Schottwien eine Papiermühle nachzuweisen. Nach Thomas Wurz, der die Mühle bis 1714 besaß, kam der Betrieb 1787 in das Eigentum des Papiermachers Anton Kloss. 1820 war die Papierfabrik eingetragen auf Martin Blöhsy (auch: Blössy), bürgerlicher Papierhändler, wohnhaft in Schottwien – Bestandsdauer: vor 1675 bis nach 1877.
- Nichtlandwirtschaftliche Arbeitsstätten im Jahr 2001: 39,
- land- und forstwirtschaftliche Betriebe nach der Erhebung 1999: 25.

Die Zahl der Erwerbstätigen am Wohnort betrug nach der Volkszählung 2001 307, die Erwerbsquote lag 2001 bei 44 %.

### Bildung
In Schottwien befindet sich ein Kindergarten und sich eine Volksschule.

### Verkehr
Bahn: Die Südbahn berührt das Gemeindegebiet von Schottwien. Weit abseits des eigentlichen Ortes besteht die Haltestelle Klamm-Schottwien, an welcher Regionalzüge halten.

### Sicherheit
Feuerwehr: Die Freiwillige Feuerwehr Schottwien wurde am 18. Oktober 1868 durch Franz Krenthaller gegründet. Bis dahin waren für Feuerwache und -bekämpfung die Schottwiener Bürger und für die Koordinierung die Marktrichter zuständig gewesen. Nachtwächter, ausgerüstet mit einer Laterne und Hellebarde, mussten zu jeder vollen Stunde durch den Ort patrouillieren und nach dem Rechten sehen. Nebenbei sollten sie dabei auch auf die Einhaltung der Sperrstunde achten. Ihre Unterkunft befand sich im Torturm an der unteren Marktmauer. Das erste nachweisbare „Feuerrequisitenhaus“ stand an der Stelle, wo sich heute der Eingang zur Raiffeisenbankfiliale befindet. Ende des 19. Jahrhunderts wurden die Feuerwehrgeräte in „…Krafts Scheuer gepachtet von Kastner (heute Elektro-Grubner) überführt, die Feuerhütte wurde zu Bauzwecken benützt“. Diese Feuerhütte stand nahe der Südostecke der Pfarrkirche gegenüber der Sakristei, heute Haus Nr. 24. Nach mehrmaligem vergeblichem Ansuchen an die Marktgemeinde Schottwien wegen Errichtung eines neuen Rüsthauses drohte die Generalversammlung der FF mit Beschluss vom 21. Mai 1903 diese wieder aufzulösen. Unter diesem Druck gab die Gemeindeverwaltung schließlich nach und es wurde auf Parzelle 594 ein neues Zeughaus errichtet, welches am 14. August 1904 seiner Bestimmung übergeben wurde. Im Zuge des Baues der S 6-Brücke wurde es wieder abgetragen und die Ausrüstung der Feuerwehr übersiedelte 1978 in die ehemalige Volksschule, Schottwien Nr. 27, die sie sich seither mit dem Musikverein Schottwien teilt. 1995 erfolgte die Umgestaltung des Mannschaftsraumes, 2000 wurde im Zuge des Straßenrückbaues die Garage modernisiert und eine Zentralheizung installiert. Von 2008 bis 2010 wurde das Rüsthaus neuerlich und umfassend um- und ausgebaut.

## Politik
Der Gemeinderat hat 15 Mitglieder. Nach den Gemeinderatswahlen hatte der Gemeinderat folgende Verteilungen:
- 1990: 12 ÖVP und 3 SPÖ
- 1995: 11 ÖVP und 4 SPÖ[18]
- 2000: 10 ÖVP und 5 SPÖ[19]
- 2005: 11 ÖVP, 2 SPÖ und 2 Unabhängige Bürgerliste der MG Schottwien[20]
- 2010: 12 ÖVP, 2 SPÖ und 1 Unabhängige Bürgerliste der MG Schottwien[21]
- 2015: 11 ÖVP, 2 SPÖ und 2 Unabhängige Bürgerliste der MG Schottwien[22]
- 2020: 12 ÖVP und 3 SPÖ[23]

Nach den Gemeinderatswahlen in Niederösterreich 2025 hat der Gemeinderat folgende Verteilung:
12 ÖVP und 3 SPÖ
Bürgermeister
- bis 2015 Walter Polleres (ÖVP)
- seit 2015 Wolfgang Ruzicka (ÖVP)

## Persönlichkeiten

### Söhne und Töchter der Gemeinde
- Adrienne Gessner, eigentlich Adrienne Geiringer (* 23. Juli 1896 in Maria Schutz; † 23. Juni 1987 in Wien), Schauspielerin
- Hans Hirsch (* 8. Juni 1906 in Schottwien; † 30. April 2004 in Villach), Handwerksmeister, Erfinder und Unternehmer
- Edith Wellspacher-Emery (* 9. Oktober 1909 in Schottwien; † 11. August 2004 in Wien), Ärztin und Architektin
- Charlotte Seidl (* 1948 in Maria Schutz), Bildhauerin und Keramikkünstlerin

Die gelegentlich zu lesende Behauptung, Michael Hainisch, der erste Bundespräsident der Republik Österreich, wäre in Schottwien geboren, trifft nicht zu. Hainisch wurde in Aue bei Schottwien geboren. Dieser Ort gehört aber zur Stadtgemeinde Gloggnitz und nicht zu Schottwien.

### Personen mit Beziehung zum Ort
- Franz von Walsegg (1763–1827), Auftraggeber des Requiem (KV 626) von Mozart, begraben in der Filialkirche Schottwien